# Szef Obrony Cywilnej Kraju
Szef Obrony Cywilnej Kraju – do 22 kwietnia 2022 r.: polski organ centralny właściwy w sprawach obrony cywilnej, powoływany na wniosek ministra właściwego dla spraw wewnętrznych przez prezesa Rady Ministrów, natomiast od 1 stycznia 2025 r. Szefem Obrony Cywilnej jest ten minister w razie wprowadzenia stanu wojennego i w czasie wojny.

## Rys historyczny
Zagadnienia obrony cywilnej uregulowano w Dziale IV ustawy z dnia 21 listopada 1967 r. o powszechnym obowiązku obrony Rzeczypospolitej Polskiej (Dz.U. z 2021 r. poz. 372, z późn. zm.).
Zakres działań Szefa Obrony Cywilnej Kraju zawarty był w akcie wykonawczym do tej ustawy - Rozporządzeniu Rady Ministrów z 2002. 
Od 5 grudnia 2019 Szefem Obrony Cywilnej Kraju był nadbryg. Andrzej Bartkowiak, Komendant Główny Państwowej Straży Pożarnej.
Z dniem 23 kwietnia 2022 r. ustawa o powszechnym obowiązku obrony Rzeczypospolitej Polskiej utraciła moc obowiązującą, i tym samym usunięto z porządku prawnego funkcję Szefa OC Kraju. Funkcję tę przywrócono w 2025 r. ustawą z dnia 5 grudnia 2024 r. ustawą o ochronie ludności i obronie cywilnej (Dz.U. z 2024 r. poz. 1907).